# じゅうべえくえすと
『じゅうべえくえすと』(Juvei Quest)  は、1991年1月4日にナムコ（後のバンダイナムコエンターテインメント）から発売されたファミリーコンピュータ用ゲームソフト。「ナムコット ファミリーコンピュータゲームシリーズ」第71弾。ジャンルはコンピュータRPGで、開発はバースデイが担当した。

## 概要
主人公であるじゅうべえと、その運命の従者である龍姫、ウルフ、イワンの4人が力をあわせ、魔界衆の野望を打ち砕くべく摩訶不思議戦国ワールドを冒険する。
本作と同じくバースデイ開発・ナムコ発売により登場した『貝獣物語』（1988年）と同様のシステムも取り入れられており、「あるアイテムによるキャラクターチェンジ」「瀕死になるとポーズの変わる敵キャラクター」など、随所に共通した部分が見られる。付録が付けられているのも『貝獣物語』と同様で、ソフトにはロムカセットと説明書の他、特製マップと24枚のカードゲーム用カードが同梱されていた。

## ゲーム内容

### システム
移動画面は『ドラゴンクエストシリーズ』（1986年 - ）に倣ったオーソドックスなものになっている。コマンドは「話す」「探す」「強さ」「特技」「道具」「超力（ちょうりき）」「旅日記」「助っ人」の8つで、「探す」は足元（主人公が踏んでいる地面）ではなく目の前を調べるようになっている。そのため十字キーを短く入力することでその場で体の向きを変えられるようになっており、方向転換して歩く際には若干のタイムラグが生ずる。また「旅日記」のコマンドにより移動中いつでもセーブが可能。セーブファイルは二つあり、セーブのたびに選択することができる。

### 戦闘
戦闘システムは概ね『貝獣物語』を踏襲したものになっている。
フィールドやダンジョンを歩いていると突然戦闘に切り替わるというランダムエンカウント方式だが、敵の要所となる「からくり城」「シードラゴン城」などには、その要所の名に因んだ「○○○○マン」というシンボルエンカウントの敵が登場する。戦闘画面には主人公たちも小さく表示されており、コマンド入力時にはこれを移動させ敵一匹単位でターゲットを絞ることができる。また敵の攻撃は原則としてその下にいるプレイヤーキャラに対して行われる。同種の敵が複数いる場合もA、B、…というような記号はつかず、敵の頭上に現れる玉のようなサインで行動した敵が判別できるようになっている。「命」（ヒットポイント）が残り少なくなった敵は表情やポーズが変化するというのも『貝獣物語』と同様だが、本作では色がモノクロのように変化したり、光り輝くようなアニメーションを始める敵（機械の敵に多い）もいる。
なお、『貝獣物語』では「主人公→敵」もしくは「敵→主人公」と一方が一通り行動したあとにもう一方が行動するようになっていたが、本作では能力値の「スピード」（素早さ）により敵味方が入り乱れて行動するようになった。防御で受けるダメージも通常の半分ほどになっており、『貝獣物語』のような極端な防御効果はなくなっている。

### 超力
いわゆる魔法にあたり、超力パワー（一般的なRPGでいうマジックポイント）を消費して使用する。攻撃系超力には属性も存在し、敵によって効きやすいものと効きにくいものがある。また簡素ではあるが、使用時には効果グラフィックも表示される。『貝獣物語』では攻撃魔法の威力は通常攻撃と大差なかったが、本作ではそれぞれ固有のダメージを与えるように変更された。種類は以下のとおり。なお、代替となる助っ人やアイテムが多いためか、移動に関する超力はほとんど無い。
- 攻撃系
  - 火炎系 - 火の玉や火柱で敵1体または敵全体を攻撃する。「カエン」「カエンマ」「カエンカ」の3種類がある。
  - 水撃系 - 高圧の水を叩きつけ敵1体を攻撃する。「カパ」「ガッパ」「ガパル」の3種類がある。
  - 爆発系 - 爆発を起こして敵全体を攻撃する。「ガガン」「ガガンビ」の2種類がある。
  - 氷結系 - 冷気で敵グループまたは敵全体を攻撃する。「アイス」「アイスン」の2種類がある。
  - 電撃系 - 雷などの電撃で攻撃する。他の超力と同じく固定ダメージの「イカヅチ」「イカヅカン」、失敗しやすいが当たれば大ダメージの「スパーク」がある。
  - 地震系 - 地震で敵全体を攻撃する。「ドガ」「ドガパル」「ゴオリキ」の3種類がある。
  - 光線系 - 光線で敵1体を攻撃する。「クルス」1種類のみ。
- 攻撃補助系
  - 能力アップ - 味方の能力を上げるもの。スピードを上げる「ハイヤア」「ウキハヤ」、攻撃力を上げる「ダンビラ」、一度だけ2回行動できる「ダブ」がある。
  - 能力ダウン - 敵の能力を下げたり状態異常を起こさせるもの。スピードを下げる「ベト」、防御力を下げる「ミハギト」、眠らせる「ララバイ」、超力を封じる「マフウジ」、混乱させる「パラパ」がある。
- 防御系 - バリアを張ったりして敵の攻撃への抵抗力を上げるもの。受けた超力を超力パワーに還元できるようになる「ギブミ」、攻撃をかわしやすくなる「キリキリ」、防御力上昇の「コウラブル」、防御力上昇＋物理攻撃反射の「トゲコウラ」、物理攻撃ダメージ半減の「シルド」、超力をそのままはね返す「リマジク」がある。
- 治療系
  - 体力回復 - 戦闘で減った命を回復する。回復小の「ほすぴ」、回復大の「ほすぴる」、完全回復の「ほすらむ」、全体回復の「ほすぴいた」がある。
  - 状態異常回復 - その名のとおり状態異常を回復する。眠りを覚ます「ベル」、毒を治す「どっくん」、マヒを治す「あんまあ」、生き返らせる「あげいん」がある。
- その他 - 敵味方全員の特殊効果を解除する「マジクリン」、戦闘から離脱する「コノハガクレ」、姿を消し敵と出会わなくなる「いないぱー」がある。

## 登場キャラクター

### 主人公とその周辺

#### 主人公パーティー
じゅうべえ以外のメンバーは途中の町・村にある「名前登録所」で名前を変更可能。じゅうべえもゲーム開始時に名前入力画面が出るが、このとき入力した名前は特定の状況でしか呼ばれることはない。
柳生じゅうべえ（やぎゅう じゅうべえ）
15年前、空から落ちてきた光るカプセルに入っていた、片目に傷を負った赤ん坊の成長した姿。隻眼。柳生の里の城主である柳生但馬（やぎゅう たじま）に育てられ、剣の達人に成長した。直接戦闘だけでなく、一通りの超力も使えるというオールマイティーな能力を持つ。「RPGの喋らない主人公」だが、一部の場面で本人のセリフと思しきものが見られる。
特技
- 剣法 - 戦闘にて性能の異なる複数の打撃攻撃を使い分けることができ、レベルの上昇とともにその数は増えていく（最終的には7種類）。剣法の種類は以下の通り。なおフィールドでも使うことができるが、その時は「～をひろう（披露）したのでひろう（疲労）した」というメッセージが出るだけで何も起こらない。
  - じゅうべえ斬り（じゅうべえぎり） - 敵1体を攻撃する通常の打撃攻撃。最初から使用可能。
  - 兜割り（かぶとわり） - 敵の真上へ跳びあがって行う大振りの攻撃。威力が大きいが外れる確率も高い。
  - 真空斬り（しんくうぎり） - 自分の正面とその右隣の敵を同時に攻撃する。2体の敵を攻撃するぶん威力はじゅうべえ斬りより落ちる。
  - 二段斬り（2だんぎり） - じゅうべえ斬りと同等の威力の攻撃を2回連続で繰り出せる。ただしそのターンは防御力が半減する。
  - 竜巻斬り（たつまきぎり） - 真空斬りよりも威力が落ちるが、敵全員を攻撃できる技。
  - 斬鉄斬り（ざんてつぎり） - 機械の敵に対して通常より大きなダメージを与えられる技。ただし生物系の敵に対しては威力が半減する。
  - 雷電斬り（らいでんぎり） - 超力パワーを30消費し、敵全員に大ダメージを与える最大最強の剣法。

龍姫（りゅうひめ）
龍宮に住む乙姫の1人娘（義理）。性能としては直接戦闘が苦手な超力専門のキャラクター。攻撃系の超力も使うが、どちらかというと回復・補助系の超力に長けている。
特技
- おいろけ - パーティーを抜けて単独行動をとり、お色気を発揮して特定の男から情報を聞き出すことができる。町などの中でのみ使うことができる。最初から使用可能。
- フライング - 飛竜の姿に変身し、パーティー全員を連れて空を飛びどんな地形も乗り越えて移動できる。ゲーム終盤の、あるイベントで使えるようになる。

ウルフ
本名「ホワイトウルフ」。鬼の王国「オニガランド」で五平という鬼に飼われていた狼。土地の者たちからモモタロゾンビの手先だと疑われており、身の潔白を証明するため旅に出る。素早い身のこなしが特徴で、ある程度の打撃攻撃と攻撃系を中心とした超力を使いこなす。ただし体力と防御力がかなり低いのが弱点。アイテム探しでも大いに役立つが、一部の助っ人を呼び寄せる伝令役としても活躍する。
特技
どちらも最初から使用可能。
- ていさつ - 龍姫の「おいろけ」と同様に単独行動をとり、「さがす」で隠されたアイテムを発見できる能力。アイテムのある場所の近くで「さがす」と段階的に反応が強まっていき、その在り処が分かるようになっている。また体が細いため、じゅうべえ一行では入れない狭い穴をくぐることもできる。町などの中でのみ使用可能。
- スコープ - パーティー内にいる状態で「ていさつ」（単独行動）中の「さがす」と同じ行動を行う。

イワン
自らの記憶を無くしている岩男。ペンギンやアザラシ、雪男が暮らす「オーロラ王国」に落ちてきた。ペンタたちと出会った際は自分で「（岩から生まれたから）ガンちゃん」と名乗っていた。肉体派のキャラクターで、体力・攻撃力ともにトップクラス。ごく僅かながら超力も使うことができ、その超力は彼専用のものが多い。
特技
どちらも最初から使用可能。
- だっしゅつ - 敵の城（ダンジョン）でのみ使える能力。その場の地面に穴をあけ、地中から城の外に脱出できる。アイテムの「テレポストーン」と同様の効果。
- ちからもち - 龍姫の「おいろけ」と同様に単独行動をとり、邪魔な岩などに体当たりすることで跳ね飛ばしてどかすことができる。町の人を跳ね飛ばすことも可能。町のような拡大マップでのみ使える。

#### 助っ人
「すけっと」コマンドで呼び出す事ができ、パーティーを助けてくれる。
カゴちゃん
駕籠のチェーン店。契約金を払う事で助っ人になる。
有料で行った事のある町・村まで運んでくれる（ただしこれで行けない町・村もある）。
次郎吉（ジロキチ）
じゅうべえの父・但馬の同志である尾張入道（おわりにゅうどう）の一番弟子を名乗る怪盗。
以下の二種類の特技を持つ。
- スパイ - 町・村やダンジョンに潜入し、隠されたアイテムや情報を見つけてくれる。ダンジョンでは実行後その場に戻ってくるが、町・村の場合は変装した彼を見つけて話しかけるまで再び呼ぶことができなくなる。また人や動物のいる場所を好まないので、町や村をスパイさせるにはその外で呼ぶ必要がある。
- ワナはずし - 主人公たちが開けられない「罠の宝箱」を調べ、その罠を解除できる。ただし解除は時折失敗する。罠には10ポイントのダメージを受ける「爆弾」、強制的に城の外に出される「テレポート」、レベルを1下げられる「エナジードレイン」などがある。

さばの介（さばのすけ）
魔界衆に捕まって半魚人に改造されてしまった漁師。弟が1人いる。
海や水場に向かって呼ぶ事で水上を泳いでの単独行動をさせられ、「さがす」で水の中に潜って隠されたアイテムなどを発見できる。あまり長時間行動させていると苦しがるメッセージが出て、そのまま戻らないと溺れてしまい、しばらく呼ぶ事ができなくなる。
源内（げんない）
九州の異人の町に住んでいる発明家。
持っている特定のアイテムを新しいアイテムに加工してくれる。ただし加工はアイテムごとに定められた確率で失敗する（失敗しないものもある）。ウルフの武器・防具はオニガランド以外では購入できないため、彼に発明してもらう必要がある。また重要アイテムには彼に加工してもらわないと役に立たないものがある。
サブ
日本一と名高い火消し。登場時は大火傷で臥せっており、あるアイテムが必要となる。鈴蘭（スズラン）という妹がいる。
ある城の中で呼ぶ事で、パーティーを先導して障害物になる火を消してくれる。一定期間だけの助っ人。
三日月（みかづき）
動物と話すことの出来る女性。藤丸（フジマル）という婚約者がいる。
動物の前で呼ぶ事で動物の言葉を翻訳してくれる。
タコリアン
タコのような姿の宇宙人。中国地方の「黄泉の洞窟」内部のカプセルで眠りに就いていた。
フィールド上で呼ぶ事で、UFOである場所へ連れて行ってくれる。
キョンピー
大陸にあるジャンパイの町の名士。好物はいちご大福。
ラオチューの悪行を探っていたため命を狙われており、助っ人になった途端殺されてしまう。一定期間だけの助っ人。
ゲンピー
異国の言葉に詳しいキョンピーの息子。
じゅうべえ達が読めない文字の前で呼ぶ事で文字を解読してくれる。
日照り坊（ひでりぼう）
飢餓城の本来の城主。魔界衆のツタン大王に城を追われた挙句、コウモリ太夫に血を吸われ廃人に成り果てた。元に戻すにはあるアイテムが必要。城にハーレムを設けており、シーサンプータの祠の石版にまで「ウルトラスケベ」と書かれるほどの好色漢。さらにそのハーレムを維持するためか、金銭にもがめつい。
フィールド上で飢餓城の大まかな場所を教えてくれる。一定期間だけの助っ人。
ミコちゃん
東北のイタコ村に住んでいるイタコの少女。
以下の二種類の特技を持つ。
- のろいとき - 「オカルトン」というアイテムを持っていれば「のろい」のステータス異常を治してくれる。
- れいばい - 墓の前で呼ぶ事で、眠っている霊を憑依させて情報を聞きだせる。

#### サブキャラクター
柳生但馬（やぎゅうたじま）
柳生の里の領主にして、じゅうべえの義理の父親。
尾張入道（おわりにゅうどう）
柳生但馬の親友である禿頭の熟年男性。魔界衆の動向調査と対抗する同志を募るべく、日本全土を旅しているという。
さなや
柳生但馬の実の娘にして、じゅうべえの義理の姉。物語終盤、ある事情からキーパーソンの1人となる。
おおなまず
尾張北東の「なまず大明神」にてコスモトロンの1つを護る守護神的存在。しかし、1000年も眠り続けていたため、寝ぼけてじゅうべえに襲いかかる。
時渡り（ときわたり）
何らかの目的で諸国を漫遊している姿が目撃されている謎の人物。
ツチノコ大明神
「ドラゴン教」を僭称する魔界衆のタツノコ使いに拘束されていた伊予の土地神。
シーサンプータ
ソウレン南西の祠に居る、かつて千里の長城を一飛びで越えたと言われる伝説の仙人。大陸原産のある野菜が大の好物。
金介（きんすけ）
宝石商を名乗る関西人の男。利に聡くドライな合理主義者。
チヌップ＆ケチャップ
北海道に棲む「春の妖精」たち。魔界衆のだるま大師と戦うも敗れて氷漬けにされ、じゅうべえ一行に助けられる。
丹波老師（タンバろうし）
ミロク洞窟で独り修行に励む行者。ミコちゃん以上の解呪の力を持つ。
ミミズク大明神
異様な姿の土地神。攻略に必要なあるアイテムを持っている。
ポップ
地球に降りた「光の天使」の末裔たちが住むと言われる孤島で、ある歌を守り続けている老婆。

#### 裏ワールド[2]の登場キャラクター
オニタン
オニガランドに登場。オニクス城に住む気さくな鬼の王子で、スタート直後、シロ（ウルフ）の無実を証明するために仲間になる。直接戦闘・超力ともにこなすオールマイティータイプだが、超力パワーと素早さが低めである。
火の鳥のヒナ
オニガランドに登場。ステータス画面の名前は「ひのとり」と表示される。母親である火の鳥をモモタロゾンビにさらわれ、タブの火山に身を隠していた。超力に長けたキャラクターだが、打たれ弱い。
サルボス
オニガランドに登場。モモタロゾンビの城の東にある「サル山」に住むサルの親分。モモタロゾンビに子分たちがやられて「八つ当たりだ」と言って襲い掛かるが、倒せば仲間になる。
直接戦闘専門で、本作の中で超力を全く使えない唯一のプレイヤーキャラクター。その分攻撃力・スピードともにトップクラスである。
ペンタ
オーロラ王国に登場。ペンギンの王子で、シロクマ村に住む婚約者のクマコに会いに行こうとするも、気温の上昇で氷が融けてその道は絶たれてしまう。王国を元に戻すため中心のサーモスタ島にある巨大クーラーを直す旅に出る。オニタン同様、直接戦闘・超力ともにこなすキャラクターだが、対照的に素早さは高く超力パワーも低くない。
ラッキー
オーロラ王国に登場。アザラシ村に住む雌のアザラシ。村一番の美人と評判。超力の扱いを得意とする。
五平（ごへい）
オニガランドに登場。15年前、同地に落下したシロ（ホワイトウルフ）の育ての親に当たる鬼の男性。
アース
オニガランドの創造主。「アースの杖」に宿る老人。キンタロゾンビに拉致されていた。シロ（ホワイトウルフ）の素性を知っている。
ゴン
船大工。娘のオニコを怒り狂ったサルボスに攫われてしまっていた。
サスカッチン
ユキオトコ村の長。サーモスタ島の守護者でもあり、島へ行くためのアイテムを守っている。
シロクマ村の村長
クマコの父親。不思議な力を持っているらしく、ガンちゃん（イワン）の素性を知っている。

### 魔界衆
まむし男
デビルクローンの配下。尾張の奉行に化け、無実の人間を牢に押し込めていた。最初のボスだけにそれほど強くないが、超力を跳ね返す「リマジク」を使う。
デビルクローン
からくり城の城主。浪速の街を拠点として重税を課し、無実の罪で捕らえた領民を魔物に改造するなどの圧政を行っている。ヘビが絡まったブリキのロボットのような姿をしている。特殊攻撃は使わないパワーファイターだが、1ターンに2回連続で攻撃してくる。
うつ坊主（うつぼうず）
潜水艇でもあるシードラゴンの城主。城の動力のために、配下のタツノコ使いらに伊予から根こそぎ酒を奪わせた。また、龍姫を人質に取り、レアメタルの在り処を探るために彼女の義母・乙姫を拷問し死に至らしめる。「ブヨブヨ」というあらゆる攻撃を無効化する超力を持っており、あるアイテムで封じなければ傷一つ負わせられない。
火焔大王（かえんだいおう）
火焔城の城主。マインの命の下、薩摩でマグマ爆弾の実験を計画していた。サブの妹・鈴蘭（スズラン）を攫い、彼女にふしだらな行為を迫っていた場面から好色な性格が見て取れる。じゅうべえらに追い詰められ、自らが火の海にした薩摩で対戦する。
コウモリ太夫（コウモリだゆう）
暗闇城の城主。幻術で男たちを腑抜けにして攫い、その生き血を主食とする妖魔。三日月（ミカヅキ）の婚約者を始め多くの男たちを拉致した。
配下のウシまつと共謀し、キリコという娘に化けてじゅうべえが義父より託された名刀・新陰（しんかげ）を窃盗した張本人でもあり、シバレンのコウモリ洞窟で決着をつけるまでは、じゅうべえにとって最大の宿敵となる。
ムササビ太夫（ムササビだゆう）
コウモリ太夫の妹分。2体で現れ、分身の術で最大5体まで増える。分身はダメージを受けない上、攻撃はちゃんとしてくるため、竜巻斬りを習得していなければ苦戦必至となる。
ラオチュー
クーロン城の城主。元々は善良な人間だったというが、ある理由から魔界衆に与し麻薬を領内にばら撒いていた。戦闘で相対することはなく、殆ど会話イベントで終了する。
ツタン大王（ツタンだいおう）
飢餓城の城主。人肉を好んで食らう悪鬼。攫ってきた人間を監禁している他、人肉を缶詰にする工場を設けている。
ダルマ大師（ダルマたいし）
氷結城の城主。マインの命の下、世界を凍らせる低温冷凍装置の実験を企む。装置がある限り倒してもまた復活するので、倒した後にあるアイテムを速やかに使う必要がある。
ゾンビ魔王（ゾンビまおう）
呪い城の城主。人々を生体兵器（ゾンビ）に改造しようと画策する。
ロボゴールド
東北にあるドクターマインの隠し金庫を守るロボット。物理系の攻撃しかしてこないが、攻撃力・守備力が非常に高く、ボスクラスのゾンビ魔王以上の強敵とすら言われる。
モモタロゾンビ
オニガランドに登場するボスキャラクター。配下にキンタロゾンビも居る。その正体は魔界衆が作ったロボットであり、真の黒幕・キラーウルフの傀儡であった。
ドクターマイン
魔界衆の総大将で、ゲーム上の最終ボスでもある。科学者であり、時空犯罪者。自身に戦闘能力は無い。エイリアンドールとタイムマシンを用いた壮大な世界征服の野望を持つ。仮面と黒いマントを纏っている。
エイリアンドール
かつて地球の女性と結ばれた神（異星人）が、産まれた子どものために遺したとされる巨大人型兵器。9個のコスモトロンによって起動する。最強の兵器とも言われるだけにHP・攻撃力・守備力は圧倒的に高く、即死級の全体攻撃「エイリアン砲」を放つ。あるアイテムが無しには勝算は望めない。
マインマスター
ドクターマインの最終兵器ロボット。補助の術効果を消すマジクリンや強力な通常攻撃、ヘルビーム等を放つ。防御をまめに用いないと一撃死もありえる。マインマスター撃破後、ドクターマインは「第二第三の時空犯罪者が現れるだろう」と言い残し倒れる。
キラーウルフ
マインの僕の一人。銃を携えたオオカミの顔をした怪人。本編の最終戦のほか、オニガランドの最終盤でもウルフを抹殺すべく出現する。どちらの戦闘でも味方1人を麻痺させる「しびれ光線」を使いこなす。
フライウイドウ
マインの僕の一人。翼と緑色の肌を持つ女性型の怪物。変身を得意としている。本編終盤で姿を現し、最終戦にて他の2体の僕とともに相対することになる。戦闘ではライフダメージ攻撃や竜巻攻撃などの全体攻撃を駆使して攻めてくるほか、瀕死になると龍姫との因縁を窺わせる本当の顔が露わになる。
メタルブロック
マインの僕の一人。ひとつ目のゴーレムのような怪物。本編の最終戦のほか、オーロラ王国の最終盤でもイワンを抹殺すべく出現する。最初の戦いでは体当たりなどで力任せに攻撃してくるのみだが、最終戦では「アイスブレス」でこちらを凍結させて動けなくしたり地震で全員を攻撃したりする。
サーベンラガー
ドクターマインの僕三体が合体した姿。攻撃回数が減った分戦い易いが、油断は出来ない。

## 評価
ゲーム誌『ファミコン通信』の「クロスレビュー」では、7・6・7・5の合計25点（満40点）、『ファミリーコンピュータMagazine』の読者投票による「ゲーム通信簿」での評価は以下の通りとなっており、22.89点（満30点）となっている。
| 項目 | キャラクタ | 音楽 | 操作性 | 熱中度 | お買得度 | オリジナリティ | 総合  |
| 得点 | 4.05       | 3.69 | 3.60   | 4.03   | 3.68     | 3.84           | 22.89 |

## 関連作品
- 貝獣物語（1988年）
- 大貝獣物語（1994年）
- 大貝獣物語II（1996年）
- 大貝獣物語 THE MIRACLE OF THE ZONE